# Contre les Galiléens
Contre les Galiléens (en grec ancien, Κατὰ τῶν Γαλιλαιῶν, ou, en latin, Libri tres contra Galileos, « Trois Livres contre les Galiléens », en abrégé Contra Galileos) est un texte polémique contre les « Galiléens », autrement dit les chrétiens, dû à l’empereur romain Julien. Celui-ci a rédigé cet ouvrage au cours de son bref règne (361-363), sans doute durant l'hiver 362-363, au cours de sa halte à Antioche, alors qu'il faisait route vers la Perse si l'on se fonde sur le témoignage de Libanios.
Le texte originel comptait plusieurs livres — au minimum trois, peut-être sept — mais il a été détruit sur ordre de Théodose II ; l'ouvrage est principalement connu par les nombreuses citations qu'en fait Cyrille d'Alexandrie dans son Contre Julien, ainsi que par des citations d'autres auteurs anciens. Toutefois, ces extraits proviennent essentiellement du Livre I de l'œuvre originale. Quant au titre lui-même, Contre les Galiléens, il n'est pas assuré.

## Contexte historique et histoire du texte

### Contexte
La critique de Julien s'inscrit dans un contexte de polémiques entre hellénisme et christianisme, et son texte rejoint une lignée d'ouvrages dirigés par des païens contre le christianisme. En particulier celui du philosophe Celse, Discours véritable (178), également perdu et reconstitué à partir de la réfutation qu'en donna Origène dans son Contre Celse (248), et celui de Porphyre de Tyr, intitulé Contre les chrétiens (après 271), établi grâce aux réfutations écrites dont il a fait l'objet, dont celle composée par Apollinaire de Laodicée en 370.

### Le texte
« Comme tous les textes hostiles au christianisme, le Contre les Galiléens a été condamné très rapidement à la destruction, et a donc subi le même sort que les écrits antichrétiens de Celse et de Porphyre .[...] La très grande majorité des fragments du Contre les Galiléens nous a été conservée par Cyrille d'Alexandrie qui, quelque soixante-dix ans après sa publication, composa une longue réfutation du traité de l’empereur dans le Contre Julien. Théodore de Mopsueste fut sans doute le premier auteur à composer, probablement dès les années 380, une réfutation du Contre les Galiléens. Malheureusement, cette réfutation est également perdue ».

## Résumé de l'ouvrage
Julien s'adresse aux Romains et aux Grecs païens qui pourraient être tentés d'embrasser la religion chrétienne, afin de les ramener à la religion de leurs pères. Pour les convaincre, il fait appel à des considérations d'intérêt, puis procède à un examen des Écritures chrétiennes.
Il serait dans l'intérêt des Romains, selon l'auteur, de rester fidèles à une organisation sociale supérieure, celle qui a engendré les Alexandre et les César, celle qui a donné naissance à de grands philosophes. À preuve de cette grandeur et de la supériorité de cette culture par rapport à la Bible, le fait que les chrétiens eux-mêmes fréquentent les écoles des Grecs : « Pourquoi, demande Julien, étudiez-vous dans les écoles des Grecs si vous trouvez toutes les sciences abondamment dans vos Écritures ? » Dans cette partie de son argumentation, Julien oppose Grecs et Romains aux chrétiens et « Hébreux » (rangés dans le même « camp »).
L'auteur passe ensuite à l'examen des Écritures chrétiennes. Son but, alors, est de discréditer les chrétiens, en les présentant comme des Juifs qui se réclament de la Bible hébraïque, mais qui sont infidèles à cette même loi qui leur sert de caution. « Ils prétendent être aujourd’hui les vrais Israélites, les seuls qui croient à Moïse, et aux Prophètes qui lui ont succédé dans la Judée. Voyons donc en quoi ils sont d’accord avec ces Prophètes. », écrit Julien. L'auteur passe en revue les paroles de la Bible hébraïque sur lesquelles le Nouveau Testament prend appui pour justifier l'idée d'une nouvelle alliance ; il en conclut que ces paroles ont été détournées de leur sens originel, et que les prétentions des chrétiens sont dénuées de fondement.

## Visées argumentatives de l'auteur
Partisan du paganisme, Julien pensait qu'il fallait agir en faveur des cultes impériaux païens d'origine et en faveur des religions ethniques de l'Empire : la vérité religieuse et la sécurité nationale l'exigeaient. Julien essaya d'arrêter l'influence croissante du christianisme dans l'Empire romain, pour se conformer à ses convictions personnelles et pour des raisons politiques.
Dans cet esprit, la politique gouvernementale de Julien tentait de mettre en lumière de façon désavantageuse les conflits en cours à l'intérieur de l'Église chrétienne. Cet essai de Julien tentait de prouver les erreurs et les dangers de la foi chrétienne en se fondant essentiellement sur ces querelles de dogme.
Dans une de ses affirmations les plus incendiaires, Julien voyait dans les chrétiens des apostats du judaïsme, religion que l'Empereur considérait comme très ancienne, établie, et qui devait être complètement acceptée. Julien a été le dernier philosémite à avoir gouverné l'Empire romain ou l’État successeur, l'Empire byzantin.

### L'appellation «Galiléens»
Julien appelle les chrétiens « Galiléens », les désignant par un autre terme que celui qu'ils utilisent eux-mêmes. Le projet de Julien est « d'établir que l'Église n'est qu'une secte issue d'une toute petite province de Palestine (d'où la désignation des chrétiens comme "Galiléens") ». La plupart des commentateurs ont fait remarquer que le choix exclusif de l’adjectif Γαλιλαῖοι [Galiléens] devait répondre à une volonté de souligner l'origine géographique très circonscrite de la religion chrétienne, et de ridiculiser ainsi sa prétention à l'universalité". Selon Stefania Scicolone, l'appellation « Galiléens » permet également à Julien d'associer les chrétiens aux juifs, et de rappeler leur origine géographique commune, pour souligner l'apostasie dont les chrétiens se seraient rendus coupables. De plus, toujours selon S. Scicolone, la Galilée est connotée péjorativement dans le Talmud de Babylone comme une terre d'ignorants et de sots. Julien a pu être sensible à cette forme de dépréciation, lui qui oppose constamment la tradition lettrée de l'hellénisme d'une part, et « l'ignorance » chrétienne d'autre part. Enfin, selon Fabrice Robert, « inversement, le refus d’employer le substantif Χριστιανοί [chrétiens] sonne comme un refus de reconnaître la divinité même du personnage [le Christ] qui est au cœur de toutes les croyances, et à l’origine du mot ».

## Réception

### Libanius
Des fragments de Contre les Galiléens sont connus grâce aux citations élogieuses qu'en fait Libanius dans son Éloge funèbre de Julien, et reprises, cette fois dans un but polémique, par Socrate le Scolastique dans son Histoire ecclésiastique III, 23 (PG, 67, 437).

### Voltaire
Voltaire a composé un Examen du Discours de l’empereur Julien contre la secte des Galiléens, où il défend le philosophe polythéiste. En voici le début :

« Le fanatisme triompha, et les livres étant fort rares, ceux des philosophes ne restèrent que dans très-peu de mains, et surtout en des mains ennemies. Dans la suite, les chrétiens se firent un devoir de supprimer, de brûler tous les livres écrits contre eux. C’est pourquoi nous n’avons plus les livres de Plotin, de Jamblique, de Celse [le Discours véritable ], de Libanius ; et ce précieux ouvrage de Julien serait ignoré si l’évêque Cyrille, qui lui répondit quarante ans après, n’en avait pas conservé beaucoup de fragments dans sa réfutation même. »

On trouve dans les œuvres complètes de Voltaire, volume 28, des textes de philosophes du XVIIIe siècle qui accompagnent celui de Voltaire et vont dans le même sens que lui :
- Portrait de l’empereur Julien, tiré de l’auteur du Militaire philosophe (Jacques-André Naigeon)
- Discours de l’empereur Julien, traduit par M. le marquis d’Argens
- Supplément au Discours de Julien, par l’auteur du Militaire philosophe.

## Extrait
(L'auteur s'adresse aux chrétiens)

« Comment donc vos sentiments peuvent-ils s’accorder avec ceux de Moïse ? Vous répliquerez qu’ils sont conformes aux Écrits d’Ésaïe [Le Livre d'Isaïe], qui dit : "Voici une  vierge dont la matrice est remplie, et elle aura un fils". Je veux supposer que cela a été dit par l’inspiration divine, quoiqu’il ne soit rien de moins véritable ; cela ne conviendra pas cependant à Marie : on ne peut regarder comme Vierge, et appeler de ce nom, celle qui était mariée, et qui avant que d’enfanter, avait couché avec son mari. Passons plus avant, et convenons que les paroles d’Ésaïe regardent Marie. Il s’est bien gardé de dire que cette Vierge accoucherait d’un Dieu : mais vous, Galiléens, vous ne cessez de donner à Marie le nom de Mère de Dieu. Est-ce qu’Ésaïe a écrit que celui qui naîtrait de cette Vierge serait le fils unique engendré de Dieu, et le premier né de toutes les Créatures ? pouvez-vous, Galiléens, montrer dans aucun Prophète, quelque chose qui convienne à ces paroles de Jean, "toutes choses ont été faites par lui, et sans lui rien n’a été fait" ? Entendez au contraire comme s’expliquent vos Prophètes. "Seigneur notre Dieu, dit Ésaïe, sois votre protecteur ! excepté toi, nous n’en connaissons point d’autre". Le même Ésaïe introduisant le Roi Ézéchias priant Dieu, lui fait dire : "Seigneur Dieu d’Israël, toi qui es assis sur les chérubins, tu es, le seul Dieu". Voyez qu’Ésaïe ne laisse pas la liberté d’admettre aucun autre Dieu (traduction du marquis d'Argens) »

#### Traductions
- Empereur Julien (trad. Jean-Baptiste Boyer, Marquis d'Argens), « Contre les Galiléens », sur remacle.org, 1764 (consulté le 16 juillet 2025)
- (grc + it) Giuliano imperatore (introduzione, testo critico e traduzione a cura di Emanuela Masaracchia), Contra Galilaeos, Rome, Edizioni dell’Ateneo, coll. « Testi e commenti » (no 9), 1990, 398 p. (présentation en ligne)
- L’Empereur Julien (postface L. Couloubaritsis, Introd., trad. et commentaires par Christopher Gérard), Contre les Galiléens. Une imprécation contre le christianisme, Bruxelles, Ousia, 1995, 184 p. (ISBN 2-870-60047-X)
- Julien l'Apostat (trad. du grec ancien par le Marquis d'Argens ; établissement de l'édition, révision de la traduction, notes et postface par Yannis Constantinidès), Défense du paganisme: Contre les Galiléens, Paris, Fayard, coll. « Mille et une nuits », 2010, 112 p. (ISBN 978-2-755-50436-1)
- (grc + fr) Julien l'Empereur (introduction, traduction et notes par Angelo Giavatto et Robert Muller), Contre les Galiléens, Paris, Vrin, coll. « Bibliothèque des Textes Philosophiques – Poche », 2018, 248 p. (ISBN 978-2-711-62759-2) [Lire présentation en ligne sur le site de l'éditeur (page consultée le 10 juillet 2025)]
- (grc + en) The Works of the Emperor Julian (trad. Wilmer Cave Wright (en)), vol. III, London - New York, William  Heinemann / G. Putnam's Sons, coll. « Loeb Classical Library » (no 157), 1933 (1re éd. 1923), lxvii + 448 p. (lire en ligne), p. 313 - 434

### Études
- Pascal Célérier, L’ombre de l’empereur Julien. Le destin des écrits de Julien chez les auteurs païens et chrétiens du IVe au IVIe siècle, Nanterre, Presses universitaires de Paris Nanterre, 2013, 527 p. (ISBN 978-2-840-16132-5, lire en ligne)

- Angelo Giavatto et Robert Muller, « Introduction et notes », dans Julien l'Empereur, Contre les Galiléens, Paris, Vrin, 2018, 248 p. (ISBN 978-2-711-62759-2), p. 9-44 et passim
- Fabrice Robert, « La rhétorique au service de la critique du christianisme dans le Contre les Galiléens de l'empereur Julien », Revue d’études augustiniennes et patristiques, vol. 54,‎ 2008, p. 221-256 (lire en ligne)